# Böne socken
Böne socken i Västergötland ingick i Redvägs härad, ingår sedan 1974 i Ulricehamns kommun och motsvarar från 2016 Böne distrikt.
Socknens areal är 21,21 kvadratkilometer varav 19,91 land. År 2000 fanns här 141 invånare.  Godset Vinsarp samt kyrkbyn Böne med sockenkyrkan Böne kyrka ligger i socknen. 

## Administrativ historik
Socknen har medeltida ursprung. 
Vid kommunreformen 1862 övergick socknens ansvar för de kyrkliga frågorna till Böne församling och för de borgerliga frågorna bildades Böne landskommun. Landskommunen uppgick 1952 i Redvägs landskommun som 1974 uppgick i Ulricehamns kommun. Församlingen uppgick 2006 i Redvägs församling.
1 januari 2016 inrättades distriktet Böne, med samma omfattning som församlingen hade 1999/2000.  
Socknen har tillhört län, fögderier, tingslag och domsagor enligt vad som beskrivs i artikeln Redvägs härad. De indelta soldaterna tillhörde Älvsborgs regemente, Redvägs kompani och Västgöta regemente, Vartofta kompani.

## Geografi
Böne socken ligger nordost om Ulricehamn kring Ätran och Vinsarpssjön med sjön Lönern i nordost. Socknen har odlingsbygd i ådalarna och vid sjöarna och är i övrigt en kuperad skogsbygd.

## Fornlämningar
Från bronsåldern finns gravrösen, skålgropsförekomster och en hällristning. Från järnåldern finns fem gravfält. Tre runristningar har påträffats.

## Namnet
Namnet skrevs 1330-talet Bönee och kommer från kyrkbyn. Namnet innehåller bo, 'bostad, gård' och vin, 'betesmark; äng'.